# It’s No Good
It’s No Good – singel brytyjskiego zespołu Depeche Mode z 1997 r., pochodzący z albumu Ultra (1997). Autorem tekstu jest Martin Lee Gore. Wykonywany przez Davida Gahana.
Utwór znalazł się na następujących wydaniach:
- album Ultra;
- album The Singles (86–98);
- album Remixes (81-04);
- album Afterhours;
- album DJ-Kicks: Andrea Parker;
- album The House Collection - Paul Oakenfold;
- album Club 69 Future Mix 1;
- singel It’s No Good;
- singel promo 6 Track Sampler;
- singel promo The Singles Sampler CD.

## Skład zespołu
- David Gahan – wokale główne
- Martin Gore – gitara, chórki, syntezator
- Victor Indrizzo – instrumenty perkusyjne
- Andrew Fletcher – syntezator, gitara basowa, chórki

## Covery
- Na składance Personal Depeche w wykonaniu zespołu Apple Tea;
- Na albumie Wonder What's Next Deluxe Version w wykonaniu zespołu Chevelle.